# Jesper Kristensen
Jesper Kristensen (Esbjerg, 9 de outubro de 1971) é um ex-futebolista profissional dinamarquês que atuava como meia.

## Carreira
Jesper Kristensen se profissionalizou no Esbjerg fB.
Jesper Kristensen integrou a Seleção Dinamarquesa de Futebol na Copa Rei Fahd de 1995.

## Títulos
Brøndby
- Danish Superliga: 1995–96
- Danish Cup: 1993–94

Dinamarca
- Copa Rei Fahd de 1995